# Sin City (film)
Sin City è un film del 2005 scritto e diretto da Robert Rodriguez, Frank Miller e Quentin Tarantino (special guest director in una parte dell'episodio Un'abbuffata di morte). Tratta dall'omonimo fumetto dello stesso Miller, una serie dell'editore indipendente Dark Horse Comics, la pellicola è divisa in tre episodi, che raccontano tre storie dell'opera originale di Miller: Un duro addio, Quel bastardo giallo e Un'abbuffata di morte. All'inizio e alla fine del film viene accennata la parte che nel fumetto corrisponde al racconto Il cliente ha sempre ragione.
Tutto il progetto si è svolto sotto la supervisione dell'autore Frank Miller, che è anche co-regista e co-sceneggiatore del film, rimasto affascinato dal progetto del regista Rodriguez, da sempre un grande fan del fumetto. Oltre a Miller e Rodriguez, è accreditato alla regia anche Quentin Tarantino come «Special Guest Director», che ha diretto la sequenza in macchina con Jackie Boy (Benicio del Toro) dell'episodio Un'abbuffata di morte per la simbolica cifra di 1 dollaro, restituendo un favore all'amico Rodriguez, che aveva composto alcune musiche per il suo Kill Bill per la stessa cifra.

## Trama
(Dwight e Marv)

### Il cliente ha sempre ragione (prologo)
Una notte di pioggia, sulla balconata di un grattacielo della violenta e corrotta Basin City, soprannominata "Sin City", una ragazza che sta ammirando il panorama notturno viene avvicinata e sedotta da un affascinante ragazzo; lei gli accenna che è spaventata e stufa di fuggire non sapendo, però, che in realtà lui è un killer assoldato proprio per ucciderla. Il giovane esegue il suo incarico.

### Quel bastardo giallo (parte 1)
Nel porto di Sin City, il detective John Hartigan è deciso a salvare l'undicenne Nancy Callahan dal pedofilo serial killer Roark Jr., figlio di un potentissimo senatore. Mette dunque al tappeto Shlubb, Klump e altri due scagnozzi dell'uomo per poi sparare a Junior a braccio, orecchio e inguine; poco dopo, però, il suo stesso collega Bob ferisce Hartigan per fermarne la furia e salvarlo dalle future ripercussioni del padre del giovane criminale. L'integerrimo detective, sentendo le sirene dei rinforzi che stanno arrivando, perde conoscenza convinto di morire ma sapendo che la piccola Nancy è salva.

### Un duro addio
Dopo essere stato a letto con Goldie, l'unica donna che l'abbia mai apprezzato, il truce Marv scopre che questa è stata misteriosamente uccisa e che lui sta per essere incastrato per l'omicidio. Deciso a vendicare in ogni modo la morte della ragazza e nonostante la sua amica e garante per la libertà provvisoria Lucille cerchi di dissuaderlo, l’uomo inizia a cercare la verità, torturando e uccidendo chiunque non riesca a dargli le informazioni che lui desidera. Nel frattempo, in alcune occasioni gli sembra di avere le allucinazioni poiché vede Goldie, la quale si rivela fosse una prostituta.
Scoperto che l'assassino di Goldie è Kevin, un giovane sicario cannibale che, assieme al suo lupo, si mangia le vittime e tiene la loro testa come trofeo, Marv giunge nel luogo dove risiede, la fattoria Roark, ma cade in trappola. Preso dalla rabbia per essersi risvegliatosi in una cella accanto a quella di Lucille, a cui manca una mano, Marv, riesce a uscire dalla stanza, ma nello scontro con la polizia appena accorsa Lucille perde la vita. Marv capisce che il mandante dietro a Kevin è il Cardinale Patrick Henry Roark e finalmente trova chi gli sembrava fosse Goldie, ovvero la sua gemella Wendy; nella Città Vecchia, un quartiere degradato dove la prostituzione è concessa proprio dalla polizia, la ragazza, sebbene titubante, decide di aiutare Marv. Questi riesce a scovare Kevin, immobilizzarlo, tagliarli gambe e braccia e lasciare il suo corpo in pasto al suo lupo mentre lui ne porta la testa al Cardinale.
Roark confessa di esser riuscito a far uccidere Goldie, che insieme ad altre prostitute frequentava l'ambiente clericale. La ragazza si sentiva minacciata: già altre sue colleghe erano sparite nel nulla, il Cardinale infatti le lasciava a Kevin, così, per cercare protezione, si era recata nel malfamato Kadie's Bar e aveva agganciato Marv. Questi, dopo averlo torturato, uccide il Cardinale ma viene ferito e catturato dalla polizia; subìto un intervento chirurgico che gli salva la vita, viene condannato a morire sulla sedia elettrica per gli omicidi del cardinale Roark e di Kevin, Lucille e Goldie. Nel braccio della morte Marv riceve un'unica visita, quella Wendy che lo ringrazia per aver vendicato la sorella. L'uomo viene infine giustiziato.

### Un'abbuffata di morte
Il violento ubriacone Jackie Boy, dopo aver infastidito la sua ex, la barista Shellie, si dirige con i suoi compagni alla Città Vecchia seguito da Dwight McCarthy, l’attuale compagno di Shellie fresco di chirurgia plastica facciale, che è deciso a fargliela pagare. Quando però Jackie minaccia la giovane prostituta Becky, entrano in azione le colleghe della ragazza e una di loro, Miho, li uccide tutti con le sue katane. 
Dwight, scoperto che Jackie Boy è in realtà il tenente della polizia Jack Rafferty e che la sua morte potrebbe mettere fine al tacito patto tra polizia e prostitute, decide di far sparire i corpi portandoli ai pozzi di catrame ma, durante il viaggio, ha un'allucinazione del cadavere di Jackie Boy che gli parla, poi l'auto finisce il carburante a 400 metri dalla destinazione. È proprio mentre sta spingendo la vettura che Dwight viene colpito da un colpo di arma da fuoco sparato da alcuni uomini al soldo del colossale mercenario Manute; questi decapita il corpo di Jackie e se ne porta via la testa per far saltare la protezione della polizia verso le prostitute, e lascia Dwight ad affondare nel catrame. Miho e le altre ragazze però lo salvano e, dopo uno scontro a fuoco, recuperano la testa di Jackie Boy.
Dwight e Miho, scoperto che Manute ha rapito Gail, la leader delle prostitute, e che l’informatore dell’uomo è la loro collega Becky, progettano un piano: Miho invia a Manute un messaggio proponendogli di scambiare Gail con la testa di Jackie Boy. Il mercenario accetta non sapendo che Dwight ha nascosto nella bocca di Jackie Boy una granata e che, inoltre, una volta liberata Gail, le sue ragazze, appostate sui tetti, sono pronte ad aprire il fuoco su di lui e i suoi uomini. Alla fine Manute e i suoi aiutanti vengono trucidati, Gail, nell'eccitazione del momento, bacia Dwight e Becky, aiutata dalla confusione, riesce a fuggire.

### Quel bastardo giallo (parte 2)
Risvegliatosi in un letto d'ospedale, John Hartigan trova nella sua stanza il Senatore Ethan Roark Sr., padre di Roark Jr., che, volendo vendicare il figlio in coma, lo informa che lo farà processare per lo stupro di Nancy e che ucciderà chiunque verrà informato della verità; è così che Hartigan, pur non confessando niente, finisce in prigione mentre Nancy, firmandosi Cordelia, gli scrive una lettera ogni settimana.
Otto anni dopo, quando le lettere si interrompono improvvisamente e, al loro posto, Hartigan riceve una busta con un dito mozzato, l’uomo, preoccupato per Nancy, confessa tutti i crimini pur di accorciare la sua pena e uscire subito di prigione. Subito dopo essere stato rimesso in libertà, l'ex detective si mette alla ricerca della ragazza, ora diciannovenne, trovandola infine al Kadie's Bar, dove lavora come spogliarellista.
Vedendo che alla ragazza non manca alcun dito, Hartigan capisce immediatamente che era un trucco architettato da qualcuno che cerca Nancy, così i due fuggono in macchina, ma vengono seguiti da un uomo con la pelle giallo che si rivela essere Roark Junior, deformato in quel modo dagli innumerevoli interventi chirurgici necessari per rigenerare gli organi del suo corpo. 
Il criminale giallo ha la meglio su Hartigan e, dopo aver immobilizzato l’ex detective, porta Nancy alla fattoria Roark dove, nel tentativo di eccitarsi, frusta la ragazza che, però, su consiglio di Hartigan, riesce a non urlare e quindi a non permettere all’uomo di goderne. Liberatosi, Hartigan raggiunge la fattoria, pugnala Roark Jr. allo stomaco, gli strappa i testicoli e lo uccide riducendogli la sua testa in poltiglia a furia di pugni. 
In seguito, dopo aver fatto lasciare la città a Nancy, Hartigan, consapevole del fatto che sarà sempre tentato di raggiungerla e che però Roark continuerà a darle la caccia, si suicida per assicurare la salvezza alla ragazza una volta per tutte.

### Il cliente ha sempre ragione (epilogo)
Becky lascia l'ospedale parlando al cellulare con la madre e, quando incontra in ascensore il ragazzo visto nel prologo, che le offre una sigaretta, capendo chi è, dice alla madre di volerle bene e termina la conversazione.

## Produzione

### Riprese
Le riprese sono iniziate il 29 marzo 2004 a Austin in Texas negli studi Green Screen della Dimension e si sono concluse a settembre 2004. Il budget è stato di 40.000.000 di dollari.
Tecnicamente il film presenta due caratteristiche peculiari:
- È girato completamente in digitale, cioè non su pellicola cinematografica ma con cineprese che salvano i filmati direttamente su un supporto magnetico. Questo consente, fra l'altro, di vedere subito i risultati senza aspettare la stampa.
- Ha un'ambientazione quasi completamente virtuale (le sole tre scenografie realizzate realmente sono quelle del bar di Sin City, della casa di Shellie e dell'ospedale). Gli attori hanno interpretato le scene negli studi della Dimension Studios ad Austin davanti al green screen, utilizzando la tecnica del chroma key, con la quale è possibile aggiungere successivamente la scenografia, in questo caso realizzata completamente in digitale.

Come il fumetto, la pellicola è interamente in bianco e nero, con alcuni sprazzi di colore improvvisi per accentuare particolari importanti, una tecnica simile a quella usata prima da Francis Ford Coppola in Rusty il selvaggio (film con cui Sin City ha un attore in comune, Mickey Rourke) e poi da Steven Spielberg in Schindler's List e, precedentemente, da Sergej Michajlovič Ėjzenštejn ne La corazzata Potëmkin. Le sequenze a colori rispettano quelle del fumetto originale, che presentava alcune vignette con aggiunte cromatiche per evidenziare alcune caratteristiche sia emotive che fisionomiche.

### Casting
Michael Douglas rifiutò la parte di Hartigan, poi andata a Bruce Willis. Altri attori a cui era stato proposto un ruolo nel film sono Christopher Walken e Willem Dafoe per la parte del senatore Roark, Nick Stahl per la parte di Junior, ma furono anche considerati Steve Buscemi e Leonardo DiCaprio. Robert Rodriguez aveva pensato a Johnny Depp per il ruolo di Jackie Boy, poi dato a Benicio del Toro.

## Doppiaggio
L'edizione italiana del film è a cura di Carlo Cosolo per la Cast Doppiaggio ed è stata sonorizzata alla Sefit - CDC di Via dei Villini a Roma.

## Distribuzione
Presentato in concorso al 58º Festival di Cannes, il film è uscito nelle sale degli USA il 1º aprile 2005, mentre in Italia è stato distribuito il 1º giugno 2005, preceduto da un notevole battage pubblicitario, con anteprime nelle principali città italiane il 31 maggio 2005.

## Accoglienza
Sin City ha incassato a livello internazionale quasi 159 milioni di dollari, di cui 74 negli Stati Uniti, mentre in Italia ha incassato circa 4 milioni di euro.

## Curiosità
Jessica Alba chiese e ottenne di non girare le molte scene di nudo previste dal copione.
Brittany Murphy, che compare in tutti e tre gli episodi, girò le sue scene in solo un giorno.
Fu Benicio del Toro a proporre di essere truccato affinché gli fossero stravolti i connotati; con Elijah Wood invece si procedette a qualche modifica facciale in post-produzione.
Quentin Tarantino, che aveva conservato le spade usate sul set di Kill Bill: Volume 1, le prestò alla produzione per il personaggio di Miho.

## Riconoscimenti
- 2006 - MTV Movie & TV Awards
  - Performance più sexy (Jessica Alba)

## Edizione home video
Il film è uscito in DVD in Italia in un'unica edizione il 21 settembre 2005. Nel dicembre 2006 la pellicola è stata distribuita in blu-ray insieme ad un'ulteriore edizione del film dal titolo Sin City: Extended and Recut; a differenza della versione cinematografica, i vari segmenti della storia sono stati rimontati in ordine cronologico (separati come fossero singoli episodi) e ampliati con circa 7 minuti di scene inedite.

## Sequel
Un prequel/sequel degli episodi narrati nel film è uscito, dopo diversi ritardi, nel 2014. Sin City - Una donna per cui uccidere vede il ritorno della maggior parte del cast originale e di Robert Rodriguez e Frank Miller alla regia; Josh Brolin sostituisce Clive Owen nel ruolo di Dwight in quanto il personaggio subisce una plastica facciale: Devon Aoki, poiché incinta, cede la parte di Miho a Jamie Chung; Dennis Haysbert prende il posto di Michael Clarke Duncan, deceduto nel 2012, in quello di Manute. Brittany Murphy, anch'ella scomparsa, non viene rimpiazzata e la sua Shellie è accantonata.
La pellicola è uscita negli USA il 22 agosto 2014 ed in Italia il 2 ottobre 2014, distribuita dalla Lucky Red.